# Терзиул Владислав Олександрович
Владислав Олександрович Терзиул (18 червня 1953, Артем, Приморський край, СРСР — 18 травня 2004, гора Макалу, Гімалаї) — український альпініст, майстер спорту міжнародного класу (1999), заслужений майстер спорту (2000).
Здолав усі «семитисячники» Радянського Союзу та першим серед альпіністів колишнього СРСР піднявся на всі чотирнадцять «восьмитисячників» планети. Всі сходження на восьмитисячники було здійснено у спортивному стилі, без застосування кисню.

## Біографія
Після закінчення інституту інженерів водного транспорту у Новосибірську працював диспетчером у портах СРСР, із 1980 року мешкав у м. Южне Одеської області.
Перші сходження здійснив 1979 року на Тянь-Шані. 1991 року вперше брав участь у гімалайській експедиції (у складі альпіністського клубу «Одеса»).
Здійснив понад 50 сходжень найвищої категорії складності (5-ї та 6-ї). Сходження на вершини Аннапурна I (1996, північно-західний гребінь, у складі польської експедиції) та Манаслу (2001, південно-східне ребро, українська національна експедиція) здійснено новими, прокладеними ним маршрутами.

## Завоювання «Корони Землі»

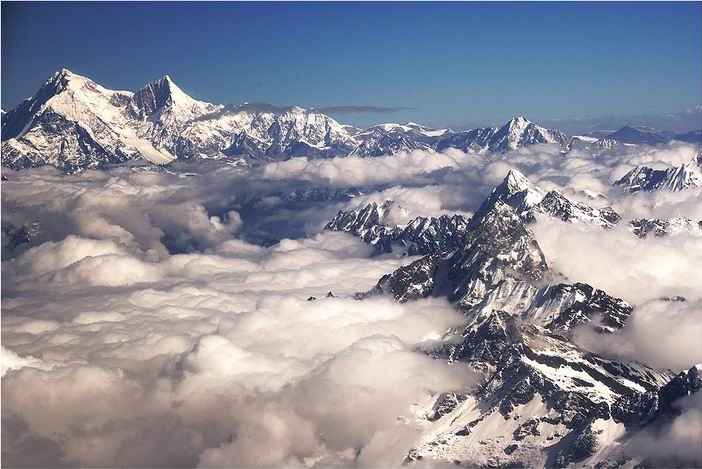
Дві вершини Шишабангми, Головний пік ліворуч і Центральний — у центрі масиву

Владислав першим з пострадянських альпіністів за 11 років (1993–2004) здійснив сходження на всі 14 восьмитисячників планети. Щоправда, офіційна міжнародна статистика підкорення восьмитисячників не враховує сходження на другорядні вершини восьмитисячників, які нижчі головної. У випадку Терзиула це сходження на Передвершину Броуд-пік (8028 м) і вершину Шишабангма Центральна (8013 м), які хоч і вищі 8000 м, але нижчі від головних піків.
Українська експедиція 27 вересня 2000 зійшла на Шишабангму Центральну по класичному маршруту з північної, китайської сторони. Сергій Пугачов, учасник експедиції з Донецька розповів:
«Це була малобюджетна, швидкісна експедиція — дуже коротка й швидка акліматизація, два виходи на маршрут. Альпіністи відразу ж набрали темп, бо Владислав мав піднятися ще на одну гору — Чо-Ойю, що він потім і зробив … На Головну вершину група не піднялася, тому що просто не знала про її існування. Всі експедиції йдуть класичним маршрутом на Центральну. Китайська федерація альпінізму сходження на цю вершину зараховує й видає сертифікати. Для виходу на Шишабангму Головну, групі потрібно було пройти по гребеню ще 500 метрів».
З тієї ж причини Терзиулу не зарахували сходження на Броуд-пік, бо він піднявся на Передвершину замість Головної, яка на 23 метри вища.
Загинув Владислав Терзиул під час спуску з гори Макалу (8485 м) 18 травня 2004 року.

## Восьмитисячники Терзиула

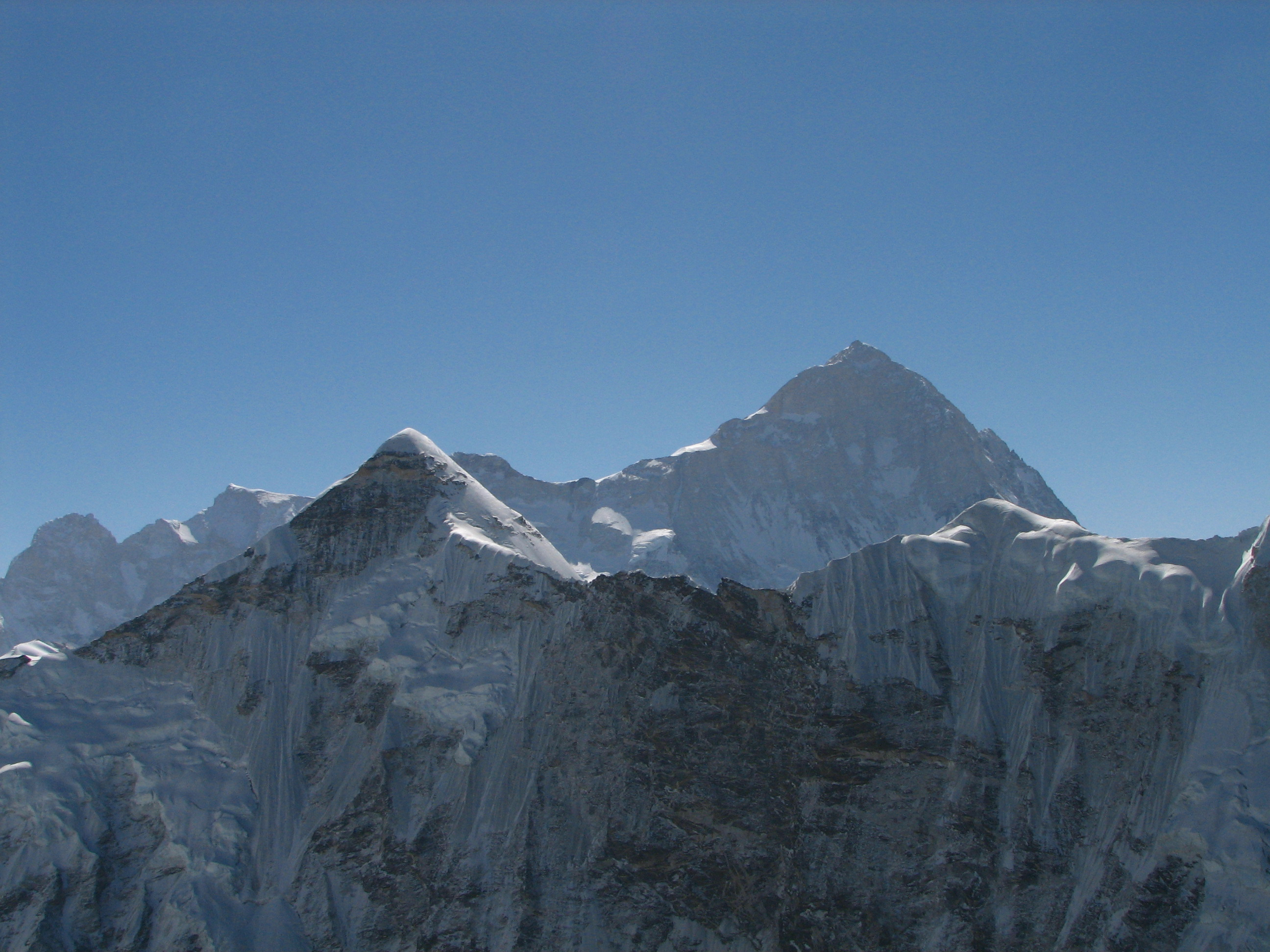
Вершина Макалу, праворуч

- 1993 — Канченджанга (8586 м), маршрут по східному гребеню. Міжнародна експедиція.
- 1994 — К2 (8611 м), маршрут Абруццо. Українська експедиція / Альпклуб «Одеса».
- 1995 — Броуд-пік, Форпік (8028 м), по західному і північному краю хребта. Міжнародна експедиція.
- 1996 — Гашербрум II (8035 м), класичний маршрут. Міжнародна експедиція.
- 1996 — Аннапурна I (8091 м), північно-західний гребінь, новий маршрут. Польська міжнародна експедиція.
- 1997 — Нанга Парбат (8126 м), Діамірська стіна по маршруту Кінсхофера. Українська експедиція.
- 1999 — Еверест (8848 м), по класичному маршруту з півночі. Українська національна експедиція «Еверест-99».
- 2000 — Шишабангма, Центральна (8013 м), класичний маршрут. Українська національна експедиція.
- 2000 — Чо-Ойю (8201 м), класичний маршрут. Самотужки.
- 2001 — Манаслу (8163 м), південно-східний гребінь, новий маршрут. Українська національна експедиція.
- 2002 — Лхоцзе (8516 м), Альпклуб Одеса.
- 2002 — Дхаулагірі (8167 м).
- 2003 — Гашербрум I (8080 м).
- 2004 — Макалу (8485 м), по західному хребту. Загинув під час спуску[9].

## Інші успішні сходження
Підкорив усі «семитисячники» СРСР, але звання «Сніжний барс» офіційно не було оформлено, тому Владислава немає у списках Володимира Шатаєва.
- Пік Леніна, Абу Алі ібн Сіни (7134 м) — двічі
- Пік Комунізму, Ісмаїла Самані (7495 м) — двічі
- Пік Корженевської (7105 м) — двічі
- Пік Перемоги (7439 м).
- Хан-Тенгрі (7010 м).

Здійснив численні сходження на гори Кавказу, Паміру, Тянь-Шаню, Гімалаїв, Каракоруму, найвідоміші серед яких:
- Нанда-Деві (7816 м) — 1991 року.
- Нангапарбат Ракіот (7070) 1994 року.
- Ама-Даблам (6812 м) — 1998 року.

Спуски на лижах: з вершини Чо-Ойю і з Шиша Пангма (зі штурмового табору з висоти 7400 м).

## Нагороди
Владислав Терзиул удостоєний нагород України:
- Орден «За мужність» III ступеня (6 липня 1999)[11].
- Орден «За мужність» II ступеня (9 жовтня 2001)[12].
- Орден «За мужність» I ступеня /посмертно/ (24 червня 2004)[13].
- Орден «Святого рівноапостольного князя Володимира».